# Мали Комлуш
Мали Комлуш (рум. Comloşu Mic) је село унутар општине Велики Комлуш, која припада округу Тимиш у Румунији.

## Положај насеља
Село Мали Комлуш се налази у источном, румунском Банату, на неколико километара удаљености од Србије (преко границе се налази српско село Банатско Велико Село). Од Темишвара село је удаљено око 60 km, а од Кикинде свега 16 километара. Сеоски атар је у равничарском делу Баната.

## Прошлост
По "Румунској енциклопедији" место је настало колонизацијом Немаца и Француза 1770-1771. године.
Аустријски царски ревизор Ерлер је 1774. године констатовао да у Малом Комлошу живе претежно Швабе. Ту је римокатоличка црква а административно потпада под Тамишки округ, Чанадског дистрикта.
Место је до јануара 1924. припадало Краљевини СХС а затим је, у оквиру ширег разграничења, предато Румунији.

## Становништво
По последњем попису из 2002. године село Мали Комлуш имало је 925 становника, од чега Румуни чине око 80%, Немци око 9% и Роми око 8%. Последњих деценија број становништва опада.